# ستيوارت ميتشيل (ملحن)
ستيوارت ميتشيل (بالإنجليزية: Stuart Mitchell)‏ هو ملحن بريطاني، ولد في 21 ديسمبر 1965، وتوفي في 15 أغسطس 2018 بسبب سرطان الرئة.

## وصلات خارجية
- ستيوارت ميتشيل على موقع ميوزك برينز (الإنجليزية)